# Colutea atlantica
L'espantallops (Colutea atlantica) és una planta de la família de les fabàcies.

## Descripció
Arbust caduc, de tiges de fins a 5 m, amb fulles formades per 3-4 parells de folíols amb el limbe el·líptic, mucronat, amb estípules lanceolades persistents. raïm llargament pedunculats, amb 2-4 flors de color groc-vermell.

## Distribució i hàbitat
Els espantallops habiten preferentment sobre sòls calcaris en matollars, coscollars i clarianes de bosc dels pisos inferior y montà; normalment en els vessants secs i assolellats, també en les més pedregoses. Apareix en mates aïllades dins els matollars

## Descripció
És un arbust que pot fer fins a 3 m d'alçada però generalment no ultrapassa els 120 cm. Les seves fulles són compostes, amb un folíol terminal. Són semblants a algunes altres ginestes amb les que es pot confondre quan no té fruits, tot i que les fulles de l'espantallops són més grans i amargants, i la planta sol fer-se més alta en comparació.
Les flors són una inflorescència de tipus raïm de color groc viu. Floreixen del maig a l'agost i atreuen molt a les abelles.
Els fruits formen una beina que pot fer de 5 a 7 cm de llargada i es van inflant mentre maduren. Són molt espectaculars els fruits madurs de l'espantallops a causa de llur color rogenca viva.
Les papallones conegudes com a "blavetes" (Polyommatus bellargus, Ioana iolas) viuen lligades a l'espantallops.

## Origen del nom
"Espantallops", el nom de la planta, prové del fet que les llavors queden soltes a l'interior del llegum madur. Quan el vent mou els fruits es pot sentir un soroll que, segons el folclore tradicional de Catalunya, espanta els llops.

## Subespècies
Dues subespècies han estat identificades:
- Colutea arborescens subsp. arborescens
- Colutea arborescens subsp. gallica